# Parascolopsis townsendi
Parascolopsis townsendi là một loài cá biển thuộc chi Parascolopsis trong họ Cá lượng. Loài cá này được mô tả lần đầu tiên vào năm 1901.

## Từ nguyên
Từ định danh townsendi được đặt theo tên của Đại úy Frederick William Townsend, Trung tá Hải quân, chỉ huy của tàu Patrick Stewart, người đã thu thập được nhiều loài cá và động vật thân mềm trong khi làm công việc kéo cáp ở vịnh Ba Tư, bao gồm cả loài cá này.

## Phân bố và môi trường sống
P. townsendi có phân bố giới hạn ở phía bắc Ấn Độ Dương, từ vịnh Oman xuống vịnh Aden và dọc theo Pakistan.
P. townsendi sống trên nền đáy cát và bùn ở vùng nước ngoài khơi, độ sâu khoảng 100–410 m.

## Mô tả
Chiều dài cơ thể lớn nhất được ghi nhận ở P. townsendi là 20 cm. Cơ thể hồng đỏ, đường bên ánh bạc.
Số gai vây lưng: 10; Số tia vây lưng: 9; Số gai vây hậu môn: 3; Số tia vây hậu môn: 7; Số tia vây ngực: 13–15; Số gai vây bụng: 1; Số tia vây bụng: 5; Số vảy đường bên: 37–40.

## Sử dụng
P. townsendi kém quan trọng về mặt thương mại, chủ yếu được đánh bắt thủ công.